# Nene Sugisaki
Nene Sugisaki (杉﨑寧々), née le 8 mai 1998, est une ex-chanteuse et ex-idole japonaise au sein du groupe féminin japonais Sakura Gakuin, et de ces sous-groupes Twinklestars, sleepiece et Pastel Wind, dont elle a été diplômée fin mars 2014.
Elle est notamment ex-membre d'un autre sous-groupe Mini-Patissier.

## Biographie
En 2010, elle intègre le groupe de Sakura Gakuin et est l'un des membres originaux du groupe. Mais avant que Sakura Gakuin ne sorte des disques, Nene intègre le premier sous-groupe Twinklestars (sur le thème du badminton) qui sort un premier disque en novembre 2010. À cette même année, elle intègre le trio et sous-groupe Mini-Patissier (sur le thème de la cuisine), dans lequel sa couleur attribuée est le vert. Mais Minipati sera rapidement renouvelé avec de nouveaux et plus jeunes membres de Sakura Gakuin.
Elle participe à d'autres sous-groupes en 2011, comme sleepiece (sur le thème de la sièste), Pastel Wind (sur le thème du tennis ; elle remplace Marina Horiuchi en 2013 et devient la leader).
En 2014, elle annonce sa remise de diplôme du groupe avec d'autres membres comme Raura Iida, Marina Horiuchi et Hinata Satō. Elle quitte le Sakura Gakuin et ses sous-groupes fin mars 2014. Elle quitte notamment l'agence Amuse, Inc. peu après, fin 2014.

## Groupes
- Sakura Gakuin (2010 - 2014)
  - Twinklestars (2010 - 2014)
  - Mini-Patissier (2010 - 2011)
  - sleepiece (2012 - 2014)
  - Pastel Wind (2012 - 2014)

## Discographie en groupe

### Avec Twinklestars
Singles
1. 28 novembre 2010 - Dear Mr. Socrates
2. 6 juillet 2011 - Please! Please! Please!

### Avec Sakura Gakuin
| #             | Date de sortie   | Titre de l'album                        | Label                 | Remarques                |               |               |               |               |
| Albums studio | Albums studio    | Albums studio                           | Albums studio         | Albums studio            | Albums studio | Albums studio | Albums studio | Albums studio |
| ------------- | ---------------- | --------------------------------------- | --------------------- | ------------------------ | ------------- | ------------- | ------------- | ------------- |
| 1             | 27 avril 2011    | Sakura Gakuin 2010nendo ~message~       | Toys Factory          |                          |               |               |               |               |
| 2             | 21 mars 2012     | Sakura Gakuin 2011nendo ~FRIENDS~       | Universal Music Japan |                          |               |               |               |               |
| 3             | 13 mars 2013     | Sakura Gakuin 2012nendo ~My Generation~ | Universal Music Japan |                          |               |               |               |               |
| 4             | 12 mars 2014     | Sakura Gakuin 2013nendo ~Kizuna~        | Universal Music Japan | dernier album participé  |               |               |               |               |
| Singles       |                  |                                         |                       |                          |               |               |               |               |
| 1             | 8 décembre 2010  | Yume ni Mukatte / Hello! IVY            | Toys Factory          |                          |               |               |               |               |
| 2             | 21 décembre 2011 | Verishuvi                               | Universal Music Japan |                          |               |               |               |               |
| 3             | 15 février 2012  | Tabidachi no Hi ni                      | Universal Music Japan |                          |               |               |               |               |
| 4             | 5 septembre 2012 | Wonderful Journey                       | Universal Music Japan |                          |               |               |               |               |
| 5             | 27 février 2013  | My Graduation Toss                      | Universal Music Japan |                          |               |               |               |               |
| 6             | 9 octobre 2013   | Ganbare!!                               | Universal Music Japan |                          |               |               |               |               |
| 7             | 12 février 2014  | Jump Up ~Chiisana Yūki~                 | Universal Music Japan | dernier single participé |               |               |               |               |